# Гавриловка (Молдова)
Гавриловка (рум. Gavrilovca) — село в Сынжерейском районе Молдавии. Наряду с сёлами Копачены, Антоновка, Евгеньевка, Петровка и Владимировка входит в состав коммуны Копачены.

## География
Село расположено на высоте 119 метров над уровнем моря.

## Население
По данным переписи населения 2004 года, в селе Гавриловка проживает 4 человека (2 мужчины, 2 женщины).
Этнический состав села:
| Национальность | Число жителей | Процентный состав |
| -------------- | ------------- | ----------------- |
| молдаване      | 3             | 75.0              |
| украинцы       | 1             | 25.0              |
| Всего          | 4             | 100%              |